# Severino Rodríguez Díaz

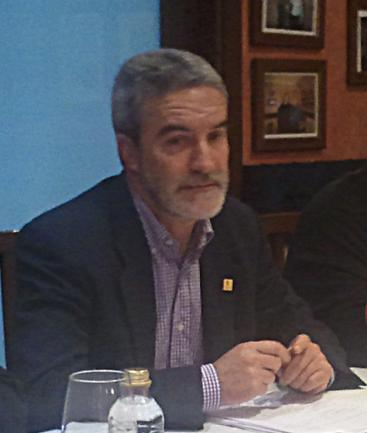
Severino Rodríguez durante una rueda de prensa en 2013.

Severino Rodríguez Díaz (Marcelle, Monforte de Lemos, 1956) es un político gallego del BNG.

## Trayectoria
Trabajaba en una gestoría. Militante del BNG desde 1990, ocupó diferentes cargos de responsabilidad a nivel local y comarcal. Fue elegido alcalde de Monforte de Lemos en 2003 gracias a un pacto con el PSdeG-PSOE e IG. Fue reelegido alcalde en 2007 obteniendo mayoría absoluta al frente del BNG. En 2011 fue de nuevo reelegido, aunque en esta ocasión gobernando en minoría. En octubre de 2014 anunció que no optaría a la reelección como alcalde en los comicios de 2015, finalizando su mandato el 13 de junio de dicho año.
| Predecesor: Nazario Pin | Alcalde de Monforte de Lemos 2003-2015 | Sucesor: José Tomé Roca |

- Datos: Q14088329
- Multimedia: Severino Rodríguez Díaz / Q14088329